# Bugatti Type 51

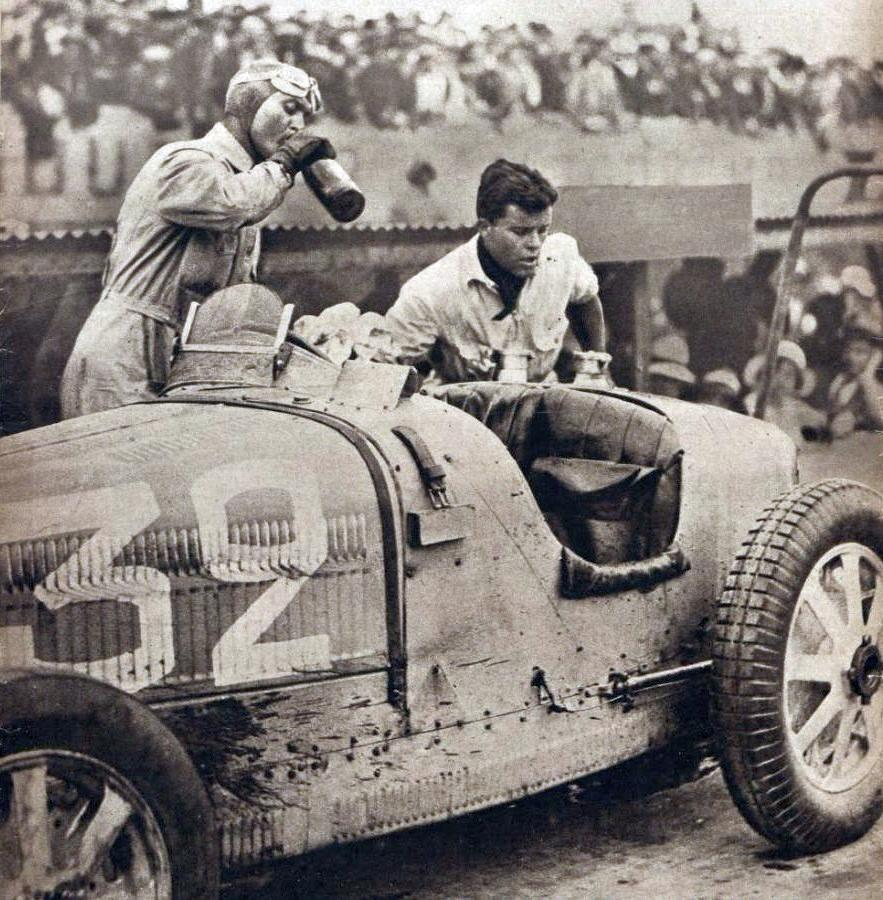
Louis Chiron, vencedor del Gran Premio de Francia de 1931, con Achille Varzi en un Bugatti T51

El Bugatti Type 51 es un automóvil deportivo de la primera mitad de los años 1930, desarrollado por el fabricante de automóviles francés Bugatti. A diferencia del victorioso Type 35 al que reemplazó, el Type 51 y sus versiones (Type 53, Type 54 y Type 59) no lograrán superar a sus rivales italianos y alemanes.

## Historia
El Bugatti Type 51 nació en 1931 en los talleres Bugatti Automobiles SAS de Molsheim-Dorlisheim en Alsacia. Fue diseñado por Ettore Bugatti, ante la insistencia de su hijo Jean para suceder al famoso pero envejecido Bugatti Type 35.

## Motorización
El Tipo 51 estaba equipado con tres motores sobrealimentados de 1,5 a 2,3 litros de cilindrada, con potencias comprendidas entre los 130 y los 160 CV, y capaces de superar los 200 km/h.

## Pilotos famosos y vencedores con el Bugatti Type 51
- Louis Chiron ganó el Gran Premio de Francia y el Gran Premio de Mónaco en 1931; así como el Gran Premio de Checoslovaquia en 1932 y 1933
- Achille Varzi ganó el Gran Premio de Mónaco en 1933[3]
- Louis Trintignant y Guy Bouriat perdieron la vida en mayo de 1933 durante el Gran Premio de Picardía disputado en Péronne. Trintignant había fallecido el día anterior durante los ensayos[4]
- René Dreyfus ganó el Gran Premio de Bélgica en 1934
- Maurice Trintignant comenzó su carrera de piloto el 10 de abril de 1938 a la edad de 21 años al terminar quinto en el Gran Premio de Pau al volante de este modelo